# Aplasta spinosaria
Aplasta spinosaria là một loài bướm đêm trong họ Geometridae.